# 筒井武文
筒井 武文（つつい たけふみ、1957年 - ）は、日本の映画監督。東京芸術大学大学院映像研究科教授。

## 経歴
1957年、三重県に生まれる。東京造形大学在学中の1982年、『レディメイド』を発表する。2004年、長編監督作品としては『ゆめこの大冒険』（1987年）以来となる『オーバードライヴ』が公開される。2011年、竹厚綾と綾野剛と三村恭代を主演に迎えた『孤独な惑星』が公開される。

## フィルモグラフィー

### 長編映画
- レディメイド（1982年） - 監督
- ゆめこの大冒険（1987年） - 監督・脚本
- おかえり（1996年） - 編集・製作
- どこまでもいこう（1999年） - 編集
- オーバードライヴ（2004年） - 監督
- バッハの肖像 ラ・フォル・ジュルネ・オ・ジャポン2009より（2010年） - 監督
- 孤独な惑星（2011年） - 監督

### 短編映画
- 学習図鑑（1987年） - 監督
- アリス・イン・ワンダーランド（1988年） - 監督・脚本
- 怯える（1998年） - 編集
- よろこび（1999年） - 編集
- ヒカリ（2006年） - 監督